# イリノイ・ミシガン運河

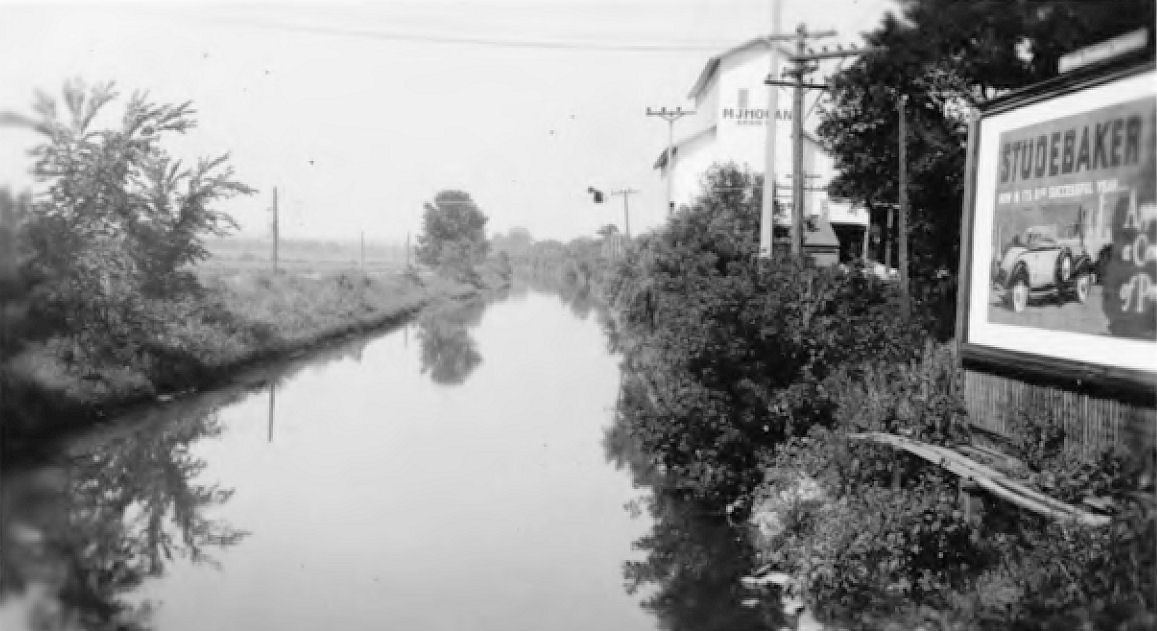
イリノイ州セナカにて

イリノイ・ミシガン運河（イリノイ・ミシガンうんが、英語：Illinois and Michigan Canal）は、アメリカ合衆国イリノイ州にある運河。ミシガン湖に流れるシカゴ川からイリノイ川上流までを繋ぎ、五大湖とミシシッピ川およびメキシコ湾の間の舟運を可能にした運河である。1848年に開通し、中西部と南部の運搬を一気に容易にしたこの運河の開通によりシカゴは交通の要衝として発展した。
1900年にはより幅が広く距離の短いシカゴ衛生・船舶運河が開通し、役割の大半を譲った。1933年にはイリノイ水路が完成した。
1964年、イリノイ・ミシガン運河はアメリカ合衆国国定歴史建造物に指定された。